# 松村淳子
松村 淳子（まつむら あつこ、1957年11月23日 - ）は、日本の政治家、医師、京都府宇治市長（2期）。

## 来歴
京都府相楽郡木津町（現・木津川市）生まれ。
1983年（昭和58年）3月、京都府立医科大学卒業。小児科医として10年働いたのち、1994年（平成6年）に京都府庁に入庁。宇治保健所（現・山城北保健所）が初任地だった。家庭支援総合センター所長、健康福祉部長などを歴任した。
2020年（令和2年）10月26日、市議会の自民党、公明党、旧民主党系の会派などでつくる「活力ある宇治をつくる議員連盟」が、松村を任期満了に伴う宇治市長選挙に擁立する方針であることが新聞の取材により明らかとなった。11月4日、正式に出馬表明。12月6日に行われた市長選挙に自民党・立憲民主党・公明党・国民民主党の推薦を受けて立候補し、日本共産党推薦の元教諭の長廻千春を破り初当選した。
同年12月19日、宇治市長初、かつ、京都府下の市制施行自治体でも史上初の女性首長として、市長就任。以来、2023年11月12日付で同じ南山城地区の市町村である八幡市市長に川田翔子が就任するまでは唯一の京都府下現役女性首長であった。
※当日有権者数：153,250人 最終投票率：34.04%（前回比：2.0pts）
| 候補者名 | 年齢 | 所属党派 | 新旧別 | 得票数   | 得票率 | 推薦・支持                                     |
| -------- | ---- | -------- | ------ | -------- | ------ | ---------------------------------------------- |
| 松村淳子 | 63   | 無所属   | 新     | 32,023票 | 62.48% | （推薦）自民党・立憲民主党・公明党・国民民主党 |
| 長廻千春 | 63   | 無所属   | 新     | 19,233票 | 37.52% | （推薦）日本共産党                             |

2024年12月8日、日本共産党推薦の団体役員の石川和司、無職の柿原教宏を破り再選。※当日有権者数：150,003人 最終投票率：29.73%（前回比：-4.31pts）
開票結果は、当選 松村淳子（67歳）無所属（自由民主党、立憲民主党、公明党、国民民主党推薦）新 30,335票（69.08%）、石川和司（65歳）無所属（日本共産党推薦）新 9,141票（20.82%）、柿原教宏（48歳）無所属 新 4,434票（10.1%）だった。